# 热力学自由能
热力学自由能（英语：Thermodynamic free energy）是指一个热力学系统的能量中可以用来对外做功的部分，是热力学态函数。自由能可以作为一个热力学过程能否自发进行的判据。
对限定条件不同的热力学过程，热力学自由能有不同表达形式。最常见的有吉布斯自由能G和亥姆霍兹自由能A（或F）。等温等容过程用亥姆霍兹自由能 A = U - TS 作为自发性判据；等温等压过程用吉布斯自由能G = H - TS 作为判据，式中H为焓。两者间存在G = A + pV （p，压强；V，体积）关系。

## 吉布斯自由能和亥姆霍兹自由能

### 亥姆霍兹自由能
系统经历等温、等体积的热力学过程，可以用亥姆霍兹自由能作为自发性判据。亥姆霍兹自由能定义如下：
{\displaystyle A\equiv U-TS}
对于一个系统的等温、等体积的热力学过程：
- {\displaystyle \Delta A<0}: 过程能自发进行。
- {\displaystyle \Delta A=0}: 系统处于热力学平衡状态。
- {\displaystyle \Delta A>0}: 过程无法自发进行。

其中，U是系统的内能，T是温度， S是熵。
亥姆霍兹自由能的变化量等于一个系统在等温条件下能做的最大的功。即:
{\displaystyle \omega _{\text{max}}=\Delta A}

### 吉布斯自由能
对于等温、等压的热力学过程，用吉布斯自由能作为该过程自发性的判据。由于化学实验经常在等压条件下完成，因此在化学领域中吉布斯自由能更常用。吉布斯自由能定义如下：
{\displaystyle G\equiv H-TS=U-TS+pV}
其中，H是焓， T是温度， S是熵， U是系统的内能，p是压力， V是体积。
对于一个系统的等温、等压以及无非体积功的热力学过程：
- {\displaystyle \Delta G<0}: 过程能自发进行。
- {\displaystyle \Delta G=0}: 系统处于热力学平衡状态。
- {\displaystyle \Delta G>0}: 过程无法自发进行。

对于体系有非体积功{\displaystyle \omega _{\text{add}}}的等温、等压的热力学过程，吉布斯自由能的变化等于系统能做的最大非体积功。即:
{\displaystyle \omega _{\text{add, max}}=\Delta G}
上式在处理电功等非体积功问题中扮演了重要角色，例如燃料电池以及电化学电池的设计。

## 统计力学关系

### 亥姆霍兹自由能的统计关系
亥姆霍兹自由能与正则系综（NVT）配分函数关系：
{\displaystyle {\displaystyle A=-kT\ln \left(Z\right)}}，
上式中，Z为正则系综配分函数，T为温度，k为玻尔兹曼常量。结合亥姆霍兹自由能的定义式，
{\displaystyle {\displaystyle A=U-TS}}
以及热力学基本关系可以得到，
{\displaystyle {\displaystyle \mathrm {d} A=-S\mathrm {d} T-P\mathrm {d} V+\mu \mathrm {d} N}}
上式中，μ为化学势，N为粒子数。因此可以根据上式可以得出熵S、压强P以及化学势μ的表达式。
{\displaystyle {\displaystyle S=-{\bigg (}{\frac {\partial A}{\partial T}}{\bigg )}{\bigg |}_{V,N}}}， 
{\displaystyle {\displaystyle P=-{\bigg (}{\frac {\partial A}{\partial V}}{\bigg )}{\bigg |}_{T,N}}}，
{\displaystyle {\displaystyle \mu ={\bigg (}{\frac {\partial A}{\partial N}}{\bigg )}{\bigg |}_{T,V}}}

### 吉布斯自由能与等温等压系综（NPT）配分函数关系
因为化学反应常常在等压条件下发生，因此等温等压系综在化学领域有很重要的地位。等温等压系综配分函数{\displaystyle \Delta (N,P,T)}可以通过正则系综配分函数{\displaystyle Z(N,V,T)}加权求和得到，
{\displaystyle \Delta (N,P,T)=\int Z(N,V,T)\exp(-\beta PV)C\mathrm {d} V}
上式中 {\displaystyle \beta =1/k_{B}T}, V 是系统的体积。
等温等压系综下吉布斯自由能可以写成如下形式。
{\displaystyle G(N,P,T)=-k_{B}T\ln \Delta (N,P,T)}

## 命名以及符号

### 「自由」一词的来源
热质说在热力学发展初期，广泛用来解释与热相关的物理现象。在热质说中，「热质」从高温物体传递到低温物体，并且发展了诸如自由热（free heat），结合热（combined heat）以及辐射热（radiant heat）等概念。物体含有的全部「热质」共分成两部分，一部分是自由热能，对温度计有所改变者，稱為自由热；另一部分无法对温度计造成影响，叫做潜热（latent caloric）。
19世纪中期，英國物理學家焦耳的热功当量实验揭示热只是一种能量的形式。但是热质说的影响一直延续到19世纪末。1882年德国物理学家亥姆霍兹延续热质学说把F = E - TS一项叫做「自由能」。用来表示在特定限定下可以「自由」做功的能量总量。等温等压条件下的吉布斯自由能G = H - TS也延续了「自由」一词。
1988年IUPAC会议对一些科学术语进行规范，讨论建议去掉「自由」一词，直接称「吉布斯能」（「亥姆霍兹能」同理）。随后，使用「吉布斯能」、「亥姆霍兹能」的书籍、文献越来越多。但是，截止2016年，仍有大量书籍、文献继续使用「吉布斯自由能」以及「亥姆霍兹自由能」。

### 符号规定
IUPAC建议用字母A（德语“Arbeit” ，功）作为亥姆霍兹能的符号。字母F也继续使用。